# プロトサウルス
プロトサウルス（学名:Plotosaurus、「泳者トカゲ」の意）は後期白亜紀マーストリヒチアンのカリフォルニアに生息していたモササウルス科の属の一つ。もともとはコルポサウルス Kolposaurus（「海岸のトカゲ」の意）という学名でチャールズ・キャンプ(Charles Lewis Camp)により1942年に命名された。1951年にコルポサウルスの名がノトサウルス類に既に与えられていた事に気づいたキャンプがプロトサウルスと改めた。

## 記載

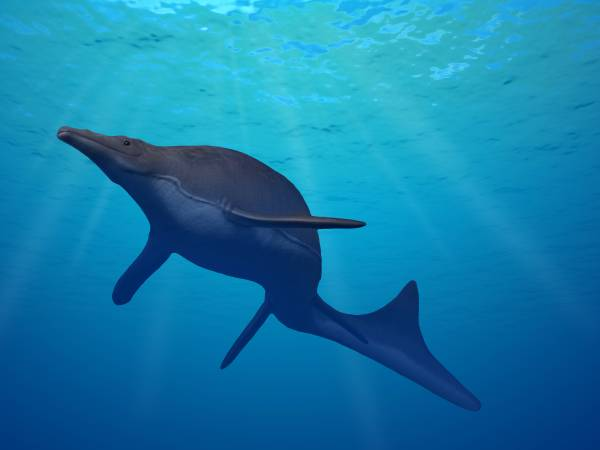
P. bennisoniの復原図

プロトサウルスは他のモササウルス類には見られないいくつかの特徴の組み合わせをもつ。鰭がより狭く、尾鰭が大きく体が流線型である。これらの特徴はおそらく彼らが他のモササウルス類よりも速く泳げたことを示唆する。彼らはまた、視覚が鋭く比較的大きな眼をもっており、また化石の印象からすると鱗に覆われていたようである。
分岐分析によると、プロトサウルスはモササウルス類の系統の中で最も進化した属であったことが示唆される。

## 種

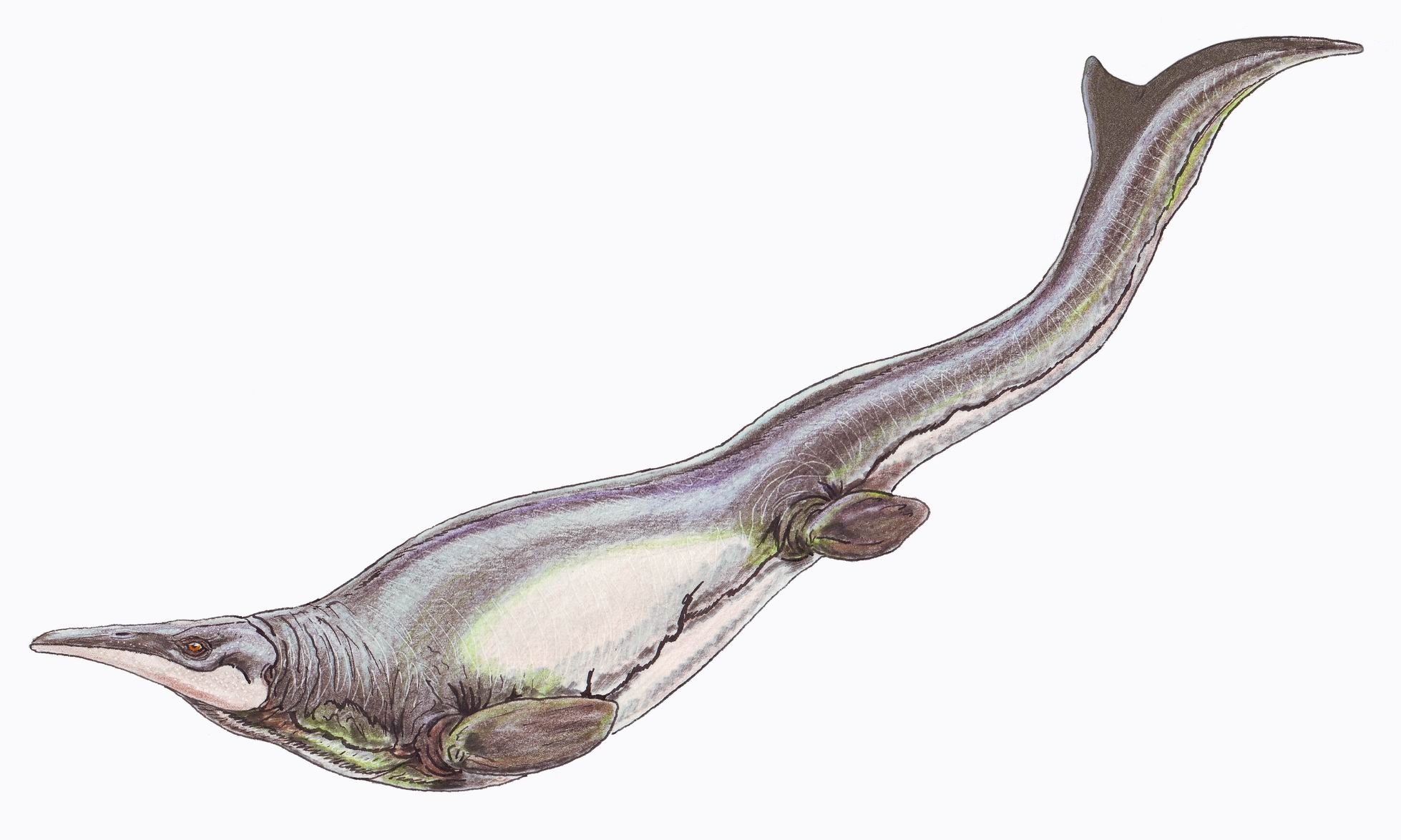
P. bennisoniの復原図

模式種P. bennisoniは、1937年に初めてこの動物の化石を見つけた化石ハンター、アラン・ベニソン(Allan Bennison) にちなんで命名された。全長約9ｍと推定され、カリフォルニアで知られる最初のモササウルス類となった。
第二の種 P. tuckeriは、1937年にペイヴァ(Frank Paiva)とタッカー教授(Professor William M. Tucker)によって発見された。P. bennisoniほど水中適応してはいなかったとされ、約40%大きく、全長は約13ｍと推定された。しかし2008年のリンドグレン Lindgrenらによる分析では、両種は同一のものであるとされている。

## 古生態
上肢帯の筋肉の附随面が広いことと骨の構造の非対称性に基づき、プロトサウルスは獲物を襲う際、尾ビレだけでなく平泳ぎのような動きで胸のヒレ足を活用して急加速していたことが示唆されている。